# Rejon Manas
Rejon Manas (kirg. Манас району; ros. Манасский район) – rejon w Kirgistanie w obwodzie tałaskim. W 2009 roku liczył 32 913 mieszkańców (z czego 50,2% stanowili mężczyźni) i obejmował 5983 gospodarstw domowych. Siedzibą administracyjną rejonu jest Pokrowka.